# Škrnatarica
Škrnatarica (2448  m) je gora v Martuljški skupini Julijskih Alp. Ni pogosto obiskana, nahaja pa se med Kukovo špico in Dovškim križem.